# Edward Orton senior

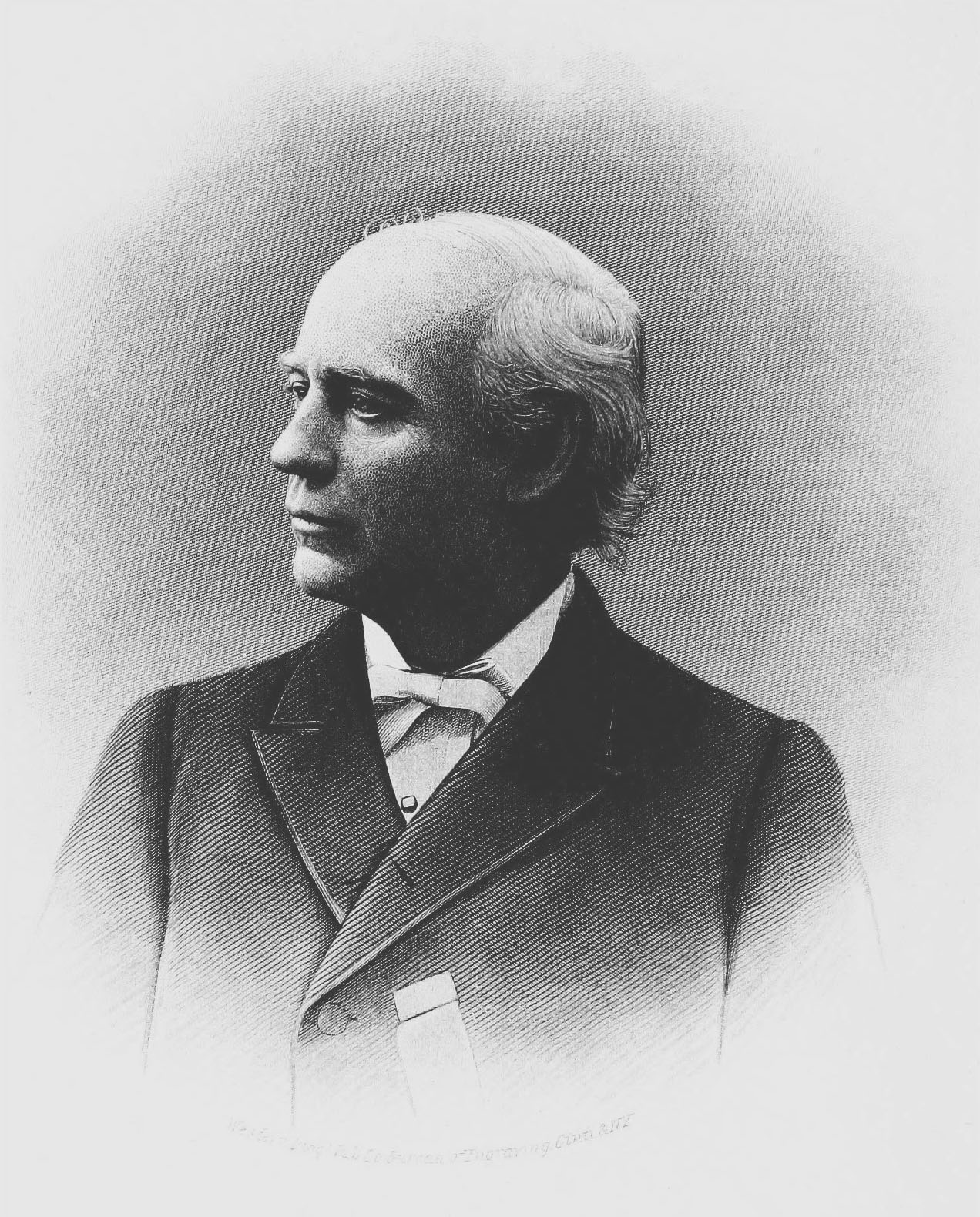
Edward Orton

Edward Orton senior (* 9. März 1829 in Deposit, New York; † 16. Oktober 1899 in Columbus, Ohio) war ein US-amerikanischer Geologe.

## Leben
Orton studierte am Hamilton College mit dem Bachelor-Abschluss 1848, besuchte das Lane Theological Seminary, 1852/53 die Lawrence Scientific School der Harvard University und danach das Andover Theological Seminary. 1856 wurde er ordiniert und war von 1856 bis 1859 Professor für Naturgeschichte an der New York State Normal School in Albany (New York), von 1859 bis 1865 Direktor der Preparatory Academy in Chester (New York) und ab 1865 Professor für Naturgeschichte und ab 1872 Präsident des Antioch College in Yellow Springs. 1873 wurde er Präsident des Ohio Agricultural and Mechanical College, der späteren Ohio State University und Professor für Geologie. Er blieb bis 1881 Präsident; sein Nachfolger wurde Walter Quincy Scott.
Von 1869 bis 1877 war er Assistent beim Geological Survey von Ohio und 1882 bis zu seinem Tod 1899 Staatsgeologe von Ohio. Zeitweise war er auch Mitarbeiter an den Geological Surveys von Kentucky und Kansas.
Orton war als Erdölgeologe bekannt. 1897 war er Präsident der Geological Society of America. 1898/99 war er Präsident der American Association for the Advancement of Science.
Sein Sohn Edward Orton junior (1863–1932) war ebenfalls Professor an der Ohio State University (Keramik-Ingenieurwesen).

## Schriften
- Economic Geology of Ohio, 1883 bis 1888
- Petroleum and Inflammable Gas 1887